# 얼 보엔
얼 보엔(Earl Boen, 1941년 8월 8일 ~ 2023년 1월 5일)은 미국의 배우 및 성우이다.

## 출연 작품
- 터미네이터1
- 터미네이터2
- 터미네이터3